# Besiki
Besiki, właśc. Besarion Zakarias dze Gabaszwili (gruz. ბესიკი (ნამდვილი გვარი და სახელი) ur. 1750 w Tyflisie (obecnie Tbilisi), zm. 4 lutego 1791 w Jassach) – gruziński poeta i działacz polityczny.

## Życiorys
Urodził się jako syn Zakarii, ministra na dworze króla Kachetii Tejmuraza II. Był sekretarzem króla Imeretii Solomona I. W 1778 udał się z misją dyplomatyczną do Iranu. Po powrocie do Imeretii, w 1787 został wysłany na kolejną misję, by negocjował sojusz z Rosją. W południowej Ukrainie spotkał się z Grigorijem Potiomkinem i towarzyszył mu podczas wojny Rosji z Turcją. Pisał wiersze liryczne i pieśni miłosne, m.in. Sewdis bags szeweł (Ogród smutku), ody (m.in. Aspindza, napisana na cześć zwycięstwa odniesionego w 1770 przez gruzińską armię nad Turkami), a także satyry i epigramaty. Zmarł nagle w Jassach (obecnie w Rumunii). Polskie przekłady jego twórczości ukazały się w zbiorze pt. Dawna poezja gruzińska (1974) i w antologii Poezja gruzińska (1985).